# Ramaria cettoi
Ramaria cettoi är en svampart som beskrevs av Schild 1984. Ramaria cettoi ingår i släktet Ramaria och familjen Gomphaceae.   Inga underarter finns listade i Catalogue of Life.